# Corendon
Corendon, ook wel Corendon Group, is een Turks-Nederlandse holding in de toerisme sector, gespecialiseerd in vliegvakanties. Het bedrijf werd in 2000 opgericht door Atilay Uslu en Yildiray Karaer en zetelt anno 2023 in Badhoevedorp. De reisorganisatie begon met vliegreizen naar Turkije, waarin het zich specialiseerde. Later is het reisaanbod uitgebreid met bestemmingen als Bulgarije, Griekenland, Spanje, Egypte, Portugal, Italië, Marokko, Indonesië, Curaçao, Bonaire, Aruba en Thailand. Sinds 11 december 2023 is Gunay Uslu, voormalig staatssecretaris Cultuur en Media namens D66, de CEO van het bedrijf.

## Geschiedenis

### Luchtvaartmaatschappijen
In 2000 werd luchtvaartmaatschappij Corendon Airlines opgericht door Atilay Uslu en Yildiray Karaer om vakantievluchten uit te voeren tussen België, Nederland en Turkije. Anno 2023 vertrekken er vluchten vanaf Schiphol, Eindhoven Airport, Rotterdam The Hague Airport, Maastricht Aachen Airport, Groningen Airport Eelde en Brussels Airport. De vloot van Corendon Airlines bestaat uit elf vliegtuigen van het type Boeing 737-800.
Sinds april 2011 beschikt Corendon ook over een tweede chartermaatschappij, Corendon Dutch Airlines. Ook deze voert vluchten uit vanaf de eerder genoemde vliegvelden nabij Amsterdam, Eindhoven, Rotterdam, Maastricht, Groningen en Brussel. De vloot bestaat anno november 2023 uit twee toestellen van het type Boeing 737-800 en twee Boeing 737MAX-9.
In mei 2017 werd er een derde chartermaatschappij opgericht, Corendon Airlines Europe. De vloot bestaat uit twee toestellen van het type Boeing 737-800.
Overige activiteiten
- By June: voor de reiziger die op zoek is naar kleinschaligheid
- Corendon Belgium Beltur Voyage (Corendon Vliegvakanties): de Belgische tak van Corendon
- Corendon Hotels & Resorts: in 2014 gestart met hotels en resorts
- GoFun Jongerenreizen: jongerenlabel 17-27 jaar
- Marble Hotels & Resorts: Spaanse hotels
- Maris Life: eenoudervakanties
- Stip Reizen: cruises, autovakanties en rondreizen

### Overname
Corendon zou per 3 juni 2019 worden overgenomen door branchegenoot Sunweb. Sunweb wilde later echter afzien van de deal, waardoor de partijen op 23 november 2020 voor de rechter moesten verschijnen. Op 7 december 2020 besloot de voorzieningenrechter, in een kort geding dat door Corendon was aangespannen, dat Reisorganisatie Sunscreen, eigenaar van Sunweb, vooralsnog niet gedwongen zou worden Corendon tegen haar wil over te nemen.

### Onderzoek Consumentenbond
In maart 2023 publiceerde de Consumentenbond een onderzoek naar misleidende reisaanbiedingen van 12 reisorganisaties. Daarbij bleek dat reizen van Corendon in 24% van de gevallen duurder zijn dan de prijs waarvoor werd geadverteerd, omdat allerlei onvermijdelijke kosten niet in de geadverteerde prijs waren meegenomen. Daarmee scoorde Corendon het beste van alle 12 onderzochte aanbieders. De Consumentenbond sprak niettemin van "grootschalige prijsmisleiding". Corendon erkende de onderzoeksbevindingen, maar blijft de verplichte servicekosten en toeristenbelasting 'verstoppen' omdat dit kosten zijn die ter plaatse door de consument moeten worden betaald en die dus niet aan Corendon worden afgedragen. Om die reden startte de Consumentenbond een procedure tegen Corendon bij de Reclame Code Commissie.

### Nieuwe aandeelhouder
Corendon kende tot 2023 vier aandeelhouders: de oprichters Atilay Uslu en Yildiray Karaer, investeerder Bas Rasker en voormalig ceo Steven van der Heijden. Rasker en Van der Heijden verkochten hun aandelen in dat jaar. In januari 2024 werd bekend dat een nieuwe partij, het Larense 5square, een deel van de aandelen had aangekocht, waardoor het bedrijf sindsdien drie aandeelhouders kent. Het nieuw opgehaalde kapitaal moest voornamelijk bij gaan dragen aan de verdere groei van Corendon Hotels & Resorts.

## Sponsoring
Corendon sponsorde in het verleden twee Nederlandse professionele ploegen in het langebaanschaatsen: Van 2011 tot 2016 Team Corendon rond Renate Groenewold en in het seizoen 2021-2022 Team Worldstream-Corendon van trainer Kosta Poltavets.
Corendon vergaarde meer bekendheid als sponsor van wielerploegen van de gebroeders Philip en Christoph Roodhooft. In het seizoen 2014-2015 werd Corendon-Kwadro gesponsord, de ploeg die in 2025 Seven Racing heet. Van 2015 tot 2019 was het bedrijf verbonden aan de hoofdploeg Alpecin-Deceuninck onder de namen BKCP-Corendon, Beobank-Corendon, en Corendon-Circus. Vanaf het seizoen 2023-2024 wordt de veldrijdploeg Crelan-Corendon gesponsord.

## Trivia
- De naam heeft betrekking op het mineraal korund. Bordeauxrood, de kleur van robijn, dat is een gekleurde korund, is de huisstijlkleur van het bedrijf.
- Het stadion van Antalyaspor in de Turkse badplaats Antalya draagt de naam van de luchtvaartmaatschappij: Corendon Airlines Park.